# Mali agenci: Kluczowa misja
Mali agenci: Kluczowa misja (ang. Spy Kids: Mission Critical) – amerykańsko-kanadyjski serial animowany stworzony na podstawie filmów serii Mali agenci. Premiera serialu odbyła się 20 kwietnia 2018 roku na platformie Netflix, zaś polska premiera odbyła się tego samego dnia również na Netflix. Serial został jeszcze przed premierą przedłużony o drugi sezon, którego premiera odbyła się 30 listopada 2018 roku zarówno na amerykańskiej, jak i polskiej platformie Netflix.

## Opis fabuły
Carmen i Juni Cortez uczęszczają do ściśle tajnej szkoły dla młodych agentów. Gdy światu grozi zagłada ze strony organizacji S.W.A.M.P., Juni i Carmen muszą wraz z własną drużyną małych agentów położyć kres działalności złej organizacji.

## Obsada
- Ashley Bornacin – Carmen Cortez
- Carter Hastings – Juni Cortez
- Caitlyn Barstow – Usterka
- Nicholas Coombe – As
- Nesta Cooper – Skorpion
- Richard Ian Cox – Pan Cudny
- Tom Kenny – Złoty Mózg
- Travis Turner – PSI
- Christian Lanz – Gregorio Cortez
- Mira Sorvino – Ingrid Cortez

i inni

## Wersja polska
Wersja polska: BTI Studios

Reżyseria:
- Dariusz Kosmowski (odc. 1-10),
- Maksymilian Bogumił (odc. 11-20)

Tłumaczenie i dialogi:
- Barbara Eyman (odc. 1-7, 9-10),
- Dariusz Kosmowski (odc. 8, 11-20)

Dźwięk:
- Aleksander Shaida (odc. 1-4),
- Sławomir Karolak (odc. 5-10, 12, 14-15),
- Przemysław Jóźwik (odc. 11, 16-17, 19-20)

Montaż i zgranie: Sławomir Karolak

Kierownictwo produkcji:
- Wiktoria Grontman (odc. 1-10),
- Katarzyna Joanna Zawidzka (odc. 11-20)

Wystąpili:
- Magda Kusa – Carmen
- Jan Barwiński – Juni
- Jakub Gawlik – As
- Sergiusz Żymełka – Pan Cudny
- Angelika Kurowska – Usterka (odc. 1-10)
- Kim Grygierzec – Usterka (odc. 11-20)
- Agnieszka Wiśniewska – Skorpion
- Mirosław Guzowski – Złoty Mózg

W pozostałych rolach:
- January Brunov –
  - Gregorio Cortez (odc. 1, 5, 7, 9-11, 14, 17, 19-20),
  - jeden z oprychów (odc. 6)
- Izabella Bukowska-Chądzyńska –
  - Ingrid Cortez (odc. 1, 5, 7, 9-11, 14, 19-20),
  - kot z komputera (odc. 6),
  - Elcia Dobranocki (odc. 7)
- Patrycja Chrzanowska –
  - agenci (gwary) (odc. 1),
  - kule treningowe (odc. 2, 8),
  - kadeci (gwary) (odc. 2-3),
  - Lena (odc. 2)
- Katarzyna Ciecierska –
  - agent 2 (odc. 1),
  - Murna (odc. 2-3, 5, 10),
  - kadeci (gwary) (odc. 2-3),
  - dodatkowe głosy (odc. 13, 18-19)
- Dorota Furtak-Masica –
  - dziewczyna 2 (odc. 1),
  - Vida Immortata (odc. 2, 5-7, 9, 11, 13-14, 17-20),
  - Georgia (odc. 2),
  - kadetka 3 (odc. 7),
  - dodatkowe głosy (odc. 16)
- Karol Gajos –
  - Tom Tomcio (odc. 1-5, 7, 10, 13, 15),
  - oprychy (gwary) (odc. 1-2, 4-7, 10),
  - oprychy 2, 7 (odc. 1),
  - agenci (gwary) (odc. 1),
  - kadeci (gwary) (odc. 2-3, 5-7, 9-10),
  - Yorge (odc. 2),
  - oprych 1 (odc. 2),
  - głosy tła (odc. 2),
  - kadet (odc. 5),
  - klienci (gwary) (odc. 5),
  - Juni w ciele oprycha (odc. 6),
  - nosorożec (odc. 7),
  - zombie z gry (odc. 7),
  - goście galerii (gwary) (odc. 8),
  - głos komputera (odc. 10),
  - jeden z oprychów (odc. 10)
- Wiktoria Grontman –
  - głos windy (odc. 1),
  - agenci (gwary) (odc. 1),
  - kadeci (gwary) (odc. 2-3, 5-7, 9-10),
  - głos tła (odc. 2),
  - klienci (gwary) (odc. 5),
  - kadet 2 (odc. 6),
  - jedna z kadetek (odc. 7),
  - kadetka 1 (odc. 7),
  - goście galerii (gwary) (odc. 8)
- Dariusz Kosmowski –
  - oprychy (gwary) (odc. 1-2, 4-7, 10),
  - dzieciak (odc. 1),
  - agent 1 (odc. 1),
  - oprychy 4, 6, 9 (odc. 1),
  - Ignatio (odc. 2),
  - jeden z oprychów (odc. 4),
  - Pazur (odc. 5, 9, 20),
  - Carmen w ciele oprycha (odc. 6),
  - głos z gry (odc. 6),
  - kadet 1 (odc. 6),
  - jeden z kadetów (odc. 7),
  - kadet (inny) (odc. 7),
  - dodatkowe głosy (odc. 20)
- Paweł Werpachowski –
  - oprychy (gwary) (odc. 1-2, 4-7, 10),
  - głos (odc. 1),
  - oprychy 1, 3, 5, 8 (odc. 1),
  - agenci (gwary) (odc. 1),
  - kadeci (gwary) (odc. 2-3, 5-7, 9-10),
  - Kanye (odc. 2),
  - głos męski (odc. 2),
  - oprych 2 (odc. 2),
  - maszyna (odc. 3),
  - Porucznik (odc. 4, 10),
  - klienci (gwary) (odc. 5),
  - As w ciele oprycha (odc. 6),
  - szef OSS (odc. 6),
  - zombie z gry (odc. 7),
  - konferansjer (odc. 8),
  - goście galerii (gwary) (odc. 8)
- Katarzyna Joanna Zawidzka –
  - dziewczyna 1 (odc. 1),
  - Siena (odc. 2),
  - jedna z kadetek (odc. 7),
  - kadetka 2 (odc. 7)
- Jan Aleksandrowicz-Krasko –
  - Francois Nabierak (odc. 2, 5-6, 17),
  - Porucznik (inny) (odc. 5, 9, 12-13),
  - dodatkowe głosy (odc. 17-18)
- Tomasz Grochoczyński –
  - Babekka (odc. 2, 5-7, 9, 13, 17),
  - Davebot (odc. 7, 9),
  - dodatkowe głosy (odc. 18)
- Beniamin Lewandowski – PSI (odc. 2-3, 7-11, 13-20)
- Przemysław Stippa – 
  - Otto Umc/Death Metal (odc. 3, 12),
  - dodatkowe głosy (odc. 13)
- Zuzanna Galia – Barakuda (odc. 5, 9)
- Karol Jankiewicz – Zed (odc. 5, 9, 19-20)
- Mateusz Narloch – Wirus (odc. 5, 9)
- Karol Osentowski – Dez (odc. 5, 9, 19-20)
- Agnieszka Pawełkiewicz – Tereska (odc. 5, 9-13, 16, 18, 20)
- Aleksandra Radwan –
  - Panna Groza (odc. 5, 9),
  - klienci (gwary) (odc. 5),
  - kadeci (gwary) (odc. 5, 9-10)
- Maksymilian Bogumił – 
  - Agent Improw (odc. 6, 16),
  - Zed (odc. 12),
  - Dez (odc. 12)
- Marta Brodala –
  - kadeci (gwary) (odc. 6-7),
  - goście galerii (gwary) (odc. 8)
- Joanna Brodzka –
  - kadeci (gwary) (odc. 6-7),
  - goście galerii (gwary) (odc. 8)
- Maria Brzostyńska – Murna (odc. 7)
- Tomasz Steciuk –
  - Fegan Floop (odc. 7, 11, 18-19),
  - dodatkowe głosy (odc. 17)
- Maciej Nawrocki – Śwież Jaknowy (odc. 8)
- Marta Czarkowska – Złosia (odc. 10)
- Przemysław Wyszyński – JT/Robak (odc. 11)
- Gabriela Całun –
  - Lustro (odc. 14),
  - Lola (odc. 15),
  - dodatkowe głosy (odc. 11, 16-17, 19-20)
- Marta Dobecka – Gablet (odc. 11-17, 19-20)
- Wojciech Paszkowski – Chad Jerycho (odc. 14)
- Krzysztof Szczerbiński – dziki lokator (odc. 17)
- Jakub Łukowski – dodatkowe głosy (odc. 12-15, 18)
- Maksymilian Michasiów – dodatkowe głosy (odc. 12-15, 18)
- Kamil Pruban – dodatkowe głosy (odc. 12-15, 18)
- Anna Wodzyńska –
  - Glendora Wytwornowska (odc. 11, 17),
  - dodatkowe głosy (odc. 11-20)
- Mateusz Kwiecień – dodatkowe głosy (odc. 11, 16-17, 19-20)
- Dominik Szarwacki – dodatkowe głosy (odc. 11, 16, 19-20)
- Karolina Kalina – dodatkowe głosy (odc. 19)

i inni

## Spis odcinków
| Data premiery     | Numer          | Polski tytuł                      | Angielski tytuł          |                |
| Seria pierwsza    | Seria pierwsza | Seria pierwsza                    | Seria pierwsza           | Seria pierwsza |
| ----------------- | -------------- | --------------------------------- | ------------------------ | -------------- |
| 20 kwietnia 2018  | 01             | Kluczowa misja                    | Mission Critical         |                |
| 20 kwietnia 2018  | 02             | Szkolne oszołomienie              | School Dazed             |                |
| 20 kwietnia 2018  | 03             | W tonacji tortur                  | Song in the Key of Pain  |                |
| 20 kwietnia 2018  | 04             | Pustynny sprawdzian               | Desert-ed                |                |
| 20 kwietnia 2018  | 05             | (Nie)przyjaciele na zawsze        | Frenemies for Life       |                |
| 20 kwietnia 2018  | 06             | Kurtyna!                          | And Scene!               |                |
| 20 kwietnia 2018  | 07             | Jak dzieci                        | Inner-Childlike Behavior |                |
| 20 kwietnia 2018  | 08             | Strzeż się winyla                 | The Vinyl Countdown      |                |
| 20 kwietnia 2018  | 09             | Poza zasięgiem                    | Off the Grid             |                |
| 20 kwietnia 2018  | 10             | Twarde ciastko do zgryzienia      | The Cookie Crumbles      |                |
| Seria druga       |                |                                   |                          |                |
| 30 listopada 2018 | 11             | Agenci i ich tajemnice            | Secrets & Spies          |                |
| 30 listopada 2018 | 12             | Metalowe kombinacje               | Heavy Meddle             |                |
| 30 listopada 2018 | 13             | Jak naprawić Tomcia?              | Thumb Kind of Wonderful  |                |
| 30 listopada 2018 | 14             | Zmazać Asa                        | Ace Off                  |                |
| 30 listopada 2018 | 15             | Burrito z donosem                 | Stakeout Burrito         |                |
| 30 listopada 2018 | 16             | Niesamowity niebieskooki jeździec | Pale Blue-Eyed Rider     |                |
| 30 listopada 2018 | 17             | Tęsknota za domem                 | Home Sick                |                |
| 30 listopada 2018 | 18             | Lojalny czy nie?                  | Flip-Flooped             |                |
| 30 listopada 2018 | 19             | Mało rodzinne                     | Family Unfriendly        |                |
| 30 listopada 2018 | 20             | Krecia robota                     | Moled Over               |                |